# Ekaterina Mikhailovna Andreïeva
Pour les articles homonymes, voir Andreïeva.
Ekaterina Mikhailovna Andreïeva ou Katarzyna Andrejewa-Prószyńska est une arachnologue né le 16 novembre 1941 à Tachkent et décédé le 18 septembre 2008 à Milanówek.

## Biographie
Soviétique d'origine polonaise, elle naît en Asie centrale.
Le père de Ekaterina Mikhailovna Andreïeva, Mikhail Stepanovitch Andreïev est professeur d'ethnographie à l'université de Tachkent et sa mère est étudiante en ethnographie à la même université.

## Taxons nommés en son honneur
- Aelurillus andreevae Nenilin, 1984
- Parasyrisca andreevae Ovtsharenko, Platnick & Marusik, 1995
- Phlegra andreevae Logunov, 1996
- Aelurillus catherinae Prószyński, 2000
- Chalcoscirtus catherinae Prószyński, 2000
- Euophrys catherinae Prószyński, 2000
- Homolophus andreevae Staręga & Snegovaya, 2008

## Quelques taxons décrits
- Agelena tadzhika Andreeva, 1976
- Alioranus avanturus Andreeva & Tyschchenko, 1970
- Alopecosa kronebergi Andreeva, 1976
- Anemesia karatauvi (Andreeva, 1968)
- Chalcoscirtus ansobicus Andreeva, 1976
- Cyrba tadzika Andreeva, 1969
- Devade hispida (Andreeva & Tyschchenko, 1969)
- Dolomedes tadzhikistanicus Andreeva, 1976
- Erigone charitonowi Andreeva & Tyschchenko, 1970
- Evippa beschkentica Andreeva, 1976
- Lathys spasskyi Andreeva & Tyschchenko, 1969
- Logunyllus bactrianus (Andreeva, 1976)
- Mogrus antoninus Andreeva, 1976
- Mogrus faizabadicus Andreeva, Kononenko & Prószyński, 1981
- Nepalicius nepalicus (Andreeva, Heciak & Prószyński, 1984)
- Oecobius tadzhikus Andreeva & Tyschchenko, 1969
- Oxyopes takobius Andreeva & Tyschchenko, 1969
- Pellenes kulabicus Andreeva, 1976
- Pellenes tocharistanus Andreeva, 1976
- Plexippus coccineus dushanbinus Andreeva, 1969
- Rudakius afghanicus (Andreeva, Heciak & Prószyński, 1984)
- Rudakius spasskyi (Andreeva, Heciak & Prószyński, 1984)
- Sitticus ansobicus Andreeva, 1976
- Styloctetor asiaticus (Andreeva & Tyschchenko, 1970)
- Synageles ramitus Andreeva, 1976
- Ummidia gandjinoi (Andreeva, 1968)
- Zaitunia beshkentica (Andreeva & Tyschchenko, 1969)
- Zaitunia martynovae (Andreeva & Tyschchenko, 1969)
- Zodariellum surprisum Andreeva & Tyschchenko, 1968
- Zodarion continentale Andreeva & Tyschchenko, 1968
- Zodarion martynovae Andreeva & Tyschchenko, 1968
- Zodarion tadzhikum Andreeva & Tyschchenko, 1968